# Rudolf von Raumer
Rudolf von Raumer (Boroszló, 1815. április 15. – Erlangen, 1876. augusztus 30.) német nyelvész, Karl Georg von Raumer geológus fia.

## Pályája
Erlangenben 1846-tól a német filozófia rendkívüli és 1852-től rendes tanára volt. Az 1876. évi német helyesírási konferencia tanácskozmányainak Raumer javaslata (a szigorú fonetikai elv érvényesítése) szolgált alapul. Igen becses a német tanításról szóló terjedelmesebb tanulmánya apjának Geschichte der Pädagogik című művében.

## Fő művei
- Die Aspiration und die Lautverschiebung (1837, a fonetikai irány első szerény érvényesülése)
- Die Einwirkung des Christenthums auf die althochdeutsche Sprache (1845)
- Deutsche Versuche (1861, kisebb dolgozatai)
- Geschichte der germanischen Philologie (1870)
- Gesammelte sprachwissenschaftliche Schriften (1863)